# الفونس اسکیرو
الفونس اسکیرو (به فرانسوی: Alphonse Esquiros) نویسنده و سیاستمدار قرن نوزدهم میلادی اهل فرانسه است.